# منز هلث
مجله مِنز هلث که توسط رسانه هرست تولید و توزیع می‌شود، بزرگترین مجله جهان در رابطه با مردان است.
منز هلث در ۵۹ کشور جهان با ۳۸ گونه مختلف منتشر می‌شود.